# Piraterie moderne
Pour un article plus général, voir Piraterie.

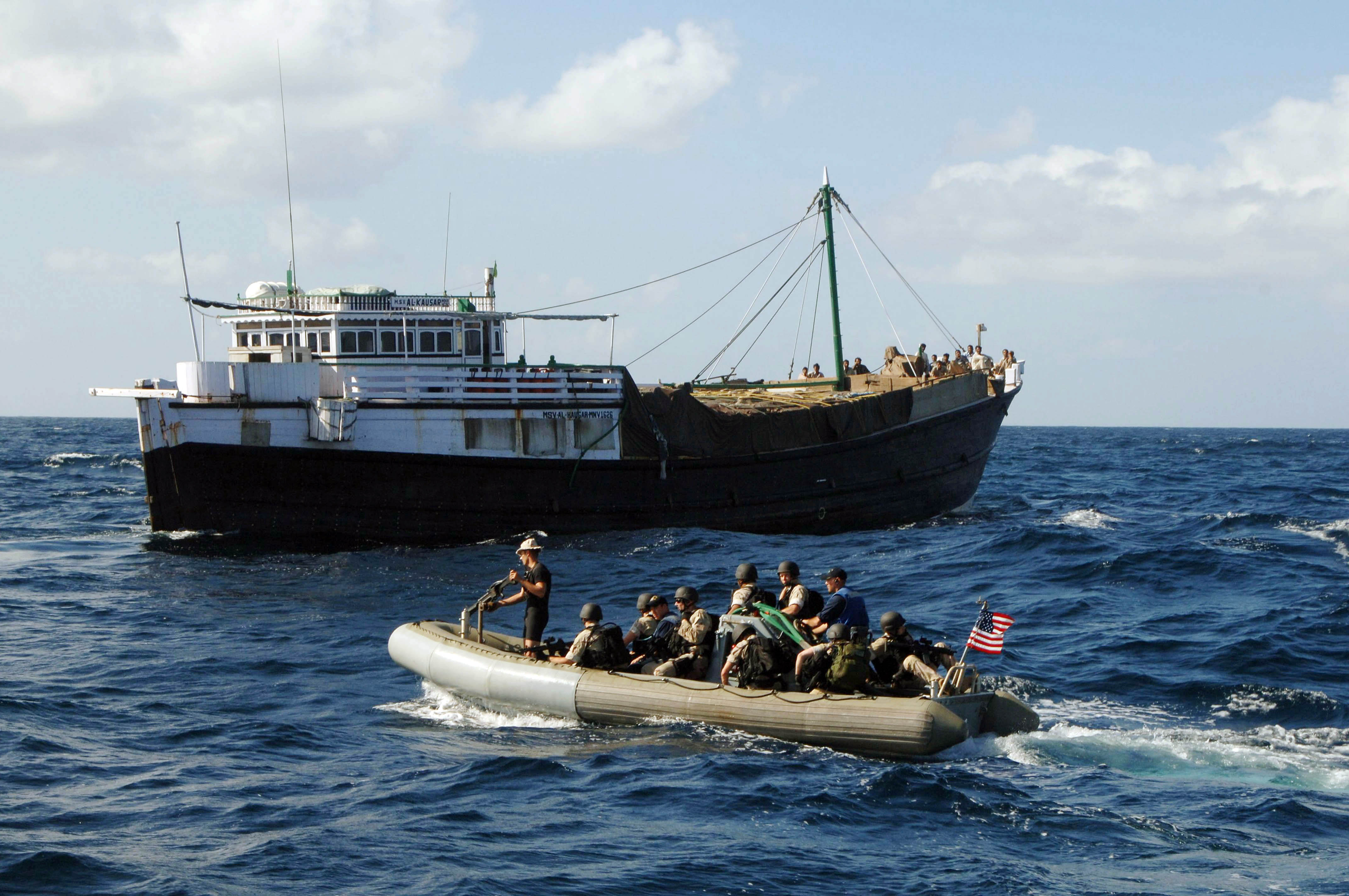
Contrôle d'un boutre indien par la marine américaine dans le cadre de la lutte contre la piraterie.

La piraterie moderne est l'ensemble des activités maritimes illégales en regard des lois internationales. Ces activités, fondées sur la violence et la contrainte, comprennent l'enlèvement de personnes avec demande de rançon, le vol, le meurtre et le sabotage. Version moderne de la célèbre piraterie du XVIIIe siècle, la piraterie moderne touche particulièrement la corne de l'Afrique, obligeant les flottes militaires à s'allier dans des missions de surveillance. Pour lutter contre ce phénomène, les armateurs équipent de plus en plus leur navire : avec des alarmes silencieuses dès les années 1990 et à présent le recours à des sociétés de sécurité présentes directement à bord des bateaux. Sur le plan juridique, les lois nationales et internationales évoluent depuis les années 2000 afin d'enrayer cette forme de banditisme nuisible aux échanges commerciaux internationaux.

## Régions sensibles

Extension de la zone d'opération des pirates somaliens entre 2005 et 2010. En 2015, aucune attaque n'a été attribuée à des pirates somaliens pour la première fois depuis 1991.
- les cercles rouges indiquent la localisation des messages d'alertes ;
- les traits bleu clair indiquent les principales lignes maritimes ;
- les cercles bleus indiquent les principaux ports.

Les pirates d'aujourd'hui sévissent essentiellement dans les régions d'Asie du Sud et Asie du Sud-Est (en particulier dans la mer de Chine méridionale), le long des côtes de l'Amérique du Sud, du golfe d'Aden, de la mer Rouge, mais aussi celles de la Somalie, dans le golfe de Guinée et dans la mer des Caraïbes. Selon le Bureau maritime international, plus de 4 000 actes de piraterie ont été enregistrés durant les vingt dernières années[Quand ?], un rapport de la RAND Corporation estime le nombre d'attaques et de tentatives d'attaques à 209 durant la période 1994-1999 et à 2 463 entre 2000 et fin 2006, soit une augmentation exponentielle de ces pratiques depuis le début du XXIe siècle.
Ils utilisent des embarcations plutôt petites et rapides, et profitent du nombre restreint de membres d'équipage sur les navires cargos. Ils savent également maquiller leurs embarcations en bateaux de pêche ou de transport, afin d'éviter et de déjouer les inspections.
Dans la plupart des cas, les pirates ne s'intéressent pas à la marchandise transportée, mais plutôt aux affaires personnelles de l'équipage et au contenu du coffre-fort, qui peut contenir d'importantes quantités de monnaie destinée à payer le personnel et les taxes portuaires. Il arrive également que les pirates se débarrassent de l'équipage et conduisent le navire dans un port afin de vendre la cargaison et dans de très rares cas de transformer son identité et de le revendre.
La piraterie moderne se développe pour plusieurs raisons :
- la pauvreté importante de certaines régions, qui pousse une partie de leurs habitants dans la piraterie ;
- une incapacité de certains pays à gérer la sûreté de leurs eaux territoriales ;
- les équipages des navires de charge sont peu nombreux et non armés (une vingtaine d'hommes sur un navire de 150 mètres) ;
- les navires marchands se déplacent à des vitesses faibles (entre 10 et 20 nœuds en moyenne), sont peu manœuvrant et, chargés, ils peuvent être assez bas sur l'eau permettant ainsi un abordage aisé ;
- les équipages, embarquant pour une durée de neuf mois en moyenne, proviennent en grande partie des pays en voie de développement (Asie - Afrique) et reçoivent la majeure partie de leur salaire en espèces à bord.

Par extension, on parle également de piraterie lorsqu'il y a acte de braconnage, par exemple lors de pêches interdites d'espèces protégées (dans les zones d'exclusivité économique). Ceci concerne entre autres la légine, poisson très recherché localisé dans les ZEE des Terres australes et antarctiques françaises.

## Les attaques

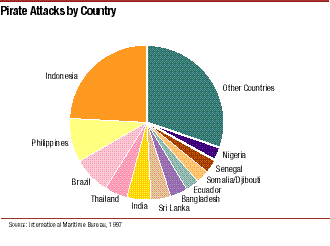
Actes de piraterie par pays en 1998. Avant l'explosion de la piraterie autour de la Corne de l'Afrique, les pays de l'Asie du Sud-Est sont en tête.

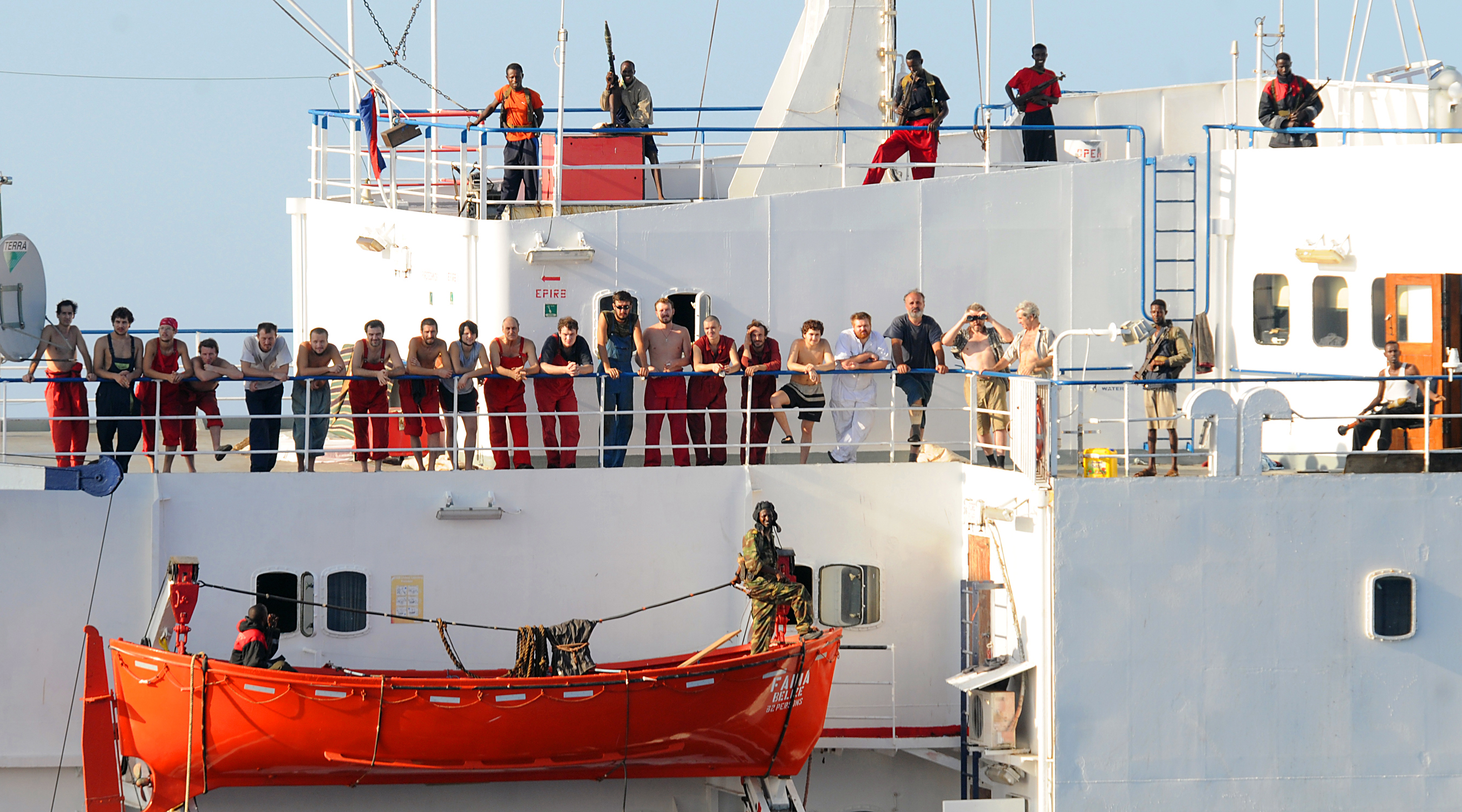
L'équipage du cargo Faina pris en otage au large de la Somalie en 2008.

Les attaques se produisent généralement de nuit, entre 01h00 et 03h00, dans des zones dites « à risque » (Asie du Sud-Est, détroit de Malacca, mers de Célèbes et de Sulu, sud de la mer Rouge, golfe d'Aden, côtes de Somalie, golfe de Guinée…) en haute mer ou dans des zones de mouillage.
Seule une veille attentive ainsi qu'une réaction rapide de l'officier de quart par une manœuvre ou par le déclenchement de l'alarme générale peuvent éventuellement dissuader les pirates de poursuivre leur action.
Depuis 2006, les navires de charge possèdent tous un système « d'alarme silencieuse » par satellite en réponse au développement de la piraterie. Ce système d'alarme, activé manuellement à bord depuis deux endroits gardés secrets, n'a aucune manifestation physique sur le navire mais envoie des données par communication satellitaire.
Il existe une hiérarchie des actes de piraterie :
- Les petits malfrats de la mer agissent en groupes peu nombreux et leurs actions sont souvent improvisées s'apparentant plus à de la rapine. Un groupe d'entre eux est responsable de l'assassinat de Peter Blake dans l'estuaire de l'Amazone en 2001.
- En haut de la hiérarchie on trouve quelques gangs internationaux dépendant de puissantes mafias et triades asiatiques dirigées par de puissants hommes d'affaires.
- Un autre type de pirates est constitué par des groupes terroristes, comme celui qui en octobre 2000 a attaqué le bâtiment USS Cole de la marine américaine au mouillage dans le port yéménite d'Aden en faisant sauter une embarcation bourrée d'explosifs, faisant 17 morts et 42 blessés.

### Modes opératoires
Les attaques peuvent être classées selon l’étendue spatiale des zones d’actions ainsi que les compétences nautiques exigées. On peut en dénombrer cinq :
- Le premier type d’attaque demande peu de compétences maritimes puisqu’elle a lieu alors même que le navire est à quai. Il s’agit alors pour les pirates d’aborder discrètement afin de piller le navire.
- Le deuxième type d’attaque se déroule dans les eaux resserrées (comme les détroits par exemple) où les navires sont obligés de réduire leur vitesse. Les pirates, qui doivent dans ce cas maîtriser la navigation côtière, en profitent alors pour aborder les navires.
- Le troisième type d’attaque consiste en une prise d’otage du navire ou de l’équipage afin de réclamer une rançon. Cet acte demande de bonnes compétences nautiques.
- Le quatrième type d’attaque est beaucoup plus complexe puisqu’il consiste en la prise de contrôle momentanée du navire afin de transférer sa cargaison dans un autre navire. Les pirates doivent alors posséder d’excellentes compétences nautiques.
- Finalement, le dernier type d’attaque est celui de la prise définitive du navire. Cette dernière catégorie exige des pirates qu’ils soient en mesure de remplacer entièrement l’équipage du navire volé[3].

### Statistiques
Nombres d'attaques par an (source Bureau maritime international de l'International Chamber of Commerce) : 
- 2001 : 252 attaques
- 2002 : 341 attaques
- 2003 : 445 attaques
- 2004 : 329 attaques
- 2005 : 276 attaques
- 2006 : 239 attaques, chiffre le plus bas depuis 1998?
- 2007 : 263 attaques
  - 42 incidents ont été reportés au Nigeria dont 25 pour la seule zone de Lagos
  - 31 incidents ont été reportés en Somalie.
- 2008 : 293 attaques
- 2009 : 406 attaques
- 2010 : 445 attaques, 49 détournements réussis
- 2011 : 439 attaques, 28 détournements réussis
- 2012 : sur les 9 premiers mois, 233 attaques, 24 navires piratés, 458 marins pris en otage, 6 d'entre eux tués[4]
- 2013 : 264 attaques
- 2014 : 245 attaques, 442 marins pris en otage
- 2015 : 246 attaques, 271 marins pris en otage, 19 enlevés contre rançon, 14 ont été blessés et un a trouvé la mort[5].
- 2016 : 191 attaques
- 2017 : 180 attaques
- 2018 : 201 attaques
- 2019 : 162 attaques [6].

La piraterie a toujours utilisé les moyens technologiques les plus avancés disponibles : les pirates modernes ont recours aux armes à feu évidemment (tel que les AK-47), à la téléphonie mobile, aux hors-bords, etc. On suppose même que certains pirates écoutent clandestinement les communications des satellites, afin d'obtenir des informations sur le mouvement des navires et de déterminer le risque qu'ils présentent en cas d'attaque.
Le nombre d'attaques pirates a triplé entre 1993 et 2003. Le premier semestre 2003 a été le pire semestre jamais enregistré, avec 234 attaques pirates, 16 morts, 52 blessés et 193 membres d'équipage pris en otage dans le monde. Le Centre de surveillance de la piraterie du Bureau maritime international (IMB - International Maritime Bureau) a recensé 182 cas de piraterie pour le premier semestre 2004, dont 50 à proximité de l'Indonésie, la majorité dans le détroit de Malacca. L'IMB note également qu'en 2004, les tankers (transport de pétrole et de gaz) et les cargos transportant des matières premières sont les cibles privilégiées avec 67 attaques sur des tankers et 52 sur les cargos.
À partir de l’an 2000, à la suite de la crise économique asiatique de 1997, on assiste à un renouveau de la piraterie en Asie du Sud-Est, essentiellement des attaques de navires au mouillage ou dans le détroit de Malacca et le détroit de Singapour, tandis que le risque de terrorisme islamiste s'est amplifié dans la moitié sud de la mer de Chine méridionale. Elle a décliné vers 2004-2005 en raison entre autres des mesures de sécurité prises dans le cadre d’une coopération régionale mais il y a entre une cinquantaine et une centaine d'incidents par an entre 2008 et 2013.
Une étude conduite par le Bureau international maritime montre que le nombre d'attaques de piraterie dans le monde est en augmentation en 2007 (263 cas) en comparaison de l'année 2006 (239 cas). Il est également rapporté que le nombre d'attaques à main armée est en augmentation, avec pour première conséquence une augmentation du nombre de blessés dans les équipages de navire (64 blessés en 2007 pour 17 en 2006).
Cette évolution en 2007 est directement liée à des actes ayant eu lieu au large de la Somalie et du Nigéria.
Certaines attaques ont conduit à l'intervention des marines militaires luttant contre ce phénomène comme ce combat au large de la Somalie en 2006 et l'acte de piraterie contre le Ponant en 2008 (voir Piraterie autour de la corne de l'Afrique). Lors de cette affaire, Jean-David Levitte, un diplomate français, a déclaré que dans les dix dernières années, 3 200 marins avaient été enlevés par des pirates, 500 blessés et 160 tués.
Le détroit de Malacca n'était plus classé route maritime dangereuse par le Lloyd's Register depuis fin 2006 mais la situation a évolué dans les années 2010.
En septembre 2008, à la suite de la prise en otage contre rançon de deux Français par des pirates somaliens, le président de la République Nicolas Sarkozy adopte une posture offensive. Le navire et les otages ont été libérés par les forces spéciales. Le chef des armées a décidé de faire une démonstration de force afin de dissuader d'éventuels futurs pirates.
Lorsqu'il a été détourné par des pirates somaliens le 15 novembre 2008, le Sirius Star est devenu le plus grand navire de l'histoire moderne capturé par des pirates
Le 8 décembre 2008, l'Union européenne lance une opération militaire de lutte contre les pirates au large de la Somalie dans le golfe d'Aden. Dénommée mission Atalanta (ou Eunavfor), cette opération sous mandat de l'ONU, regroupe entre 6 et 8 navires européens et des avions de patrouille maritime, chargés de protéger les bateaux du Programme alimentaire mondial (PAM), certains navires marchands les plus sensibles et de dissuader les pirates d'attaquer.
L'IMB répertorie 406 incidents en 2009 : 153 navires abordés, 49 détournés, 120 navires ont essuyé des tirs. Quelque 1 052 membres d'équipage ont été pris en otage, on déplore 68 blessés et 8 tués. La zone golfe d'Aden et Est-Somalie affiche un total de 217 incidents. Des attaques ont eu lieu jusqu'à 1 000 milles marins des côtes.

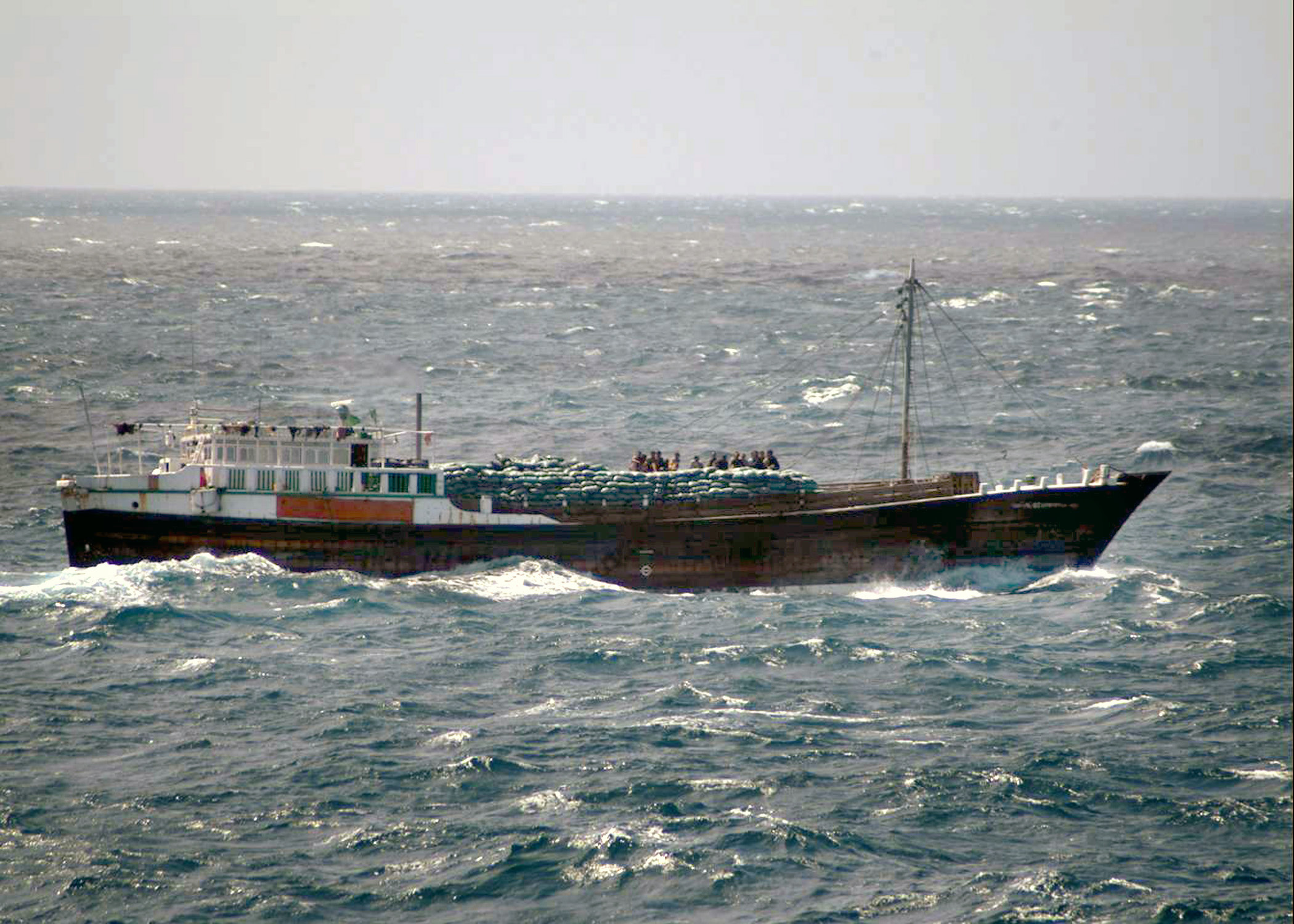
Dhow suspecté de piraterie au large de la Malaisie en janvier 2006.

En 2015, 246 incidents ont été rapportés par le Piracy Report Centre (PRC) du Bureau maritime international, soit un de plus qu'en 2014, qui avait été la meilleure année depuis 2006 et la deuxième meilleure depuis 1998. les vraquiers (87) ont rejoint les pétroliers et chimiquiers (86) au rang des navires les plus attaqués, devant les porte-conteneurs (30). Les premiers ont bondi de 56 % tandis que les seconds diminuaient de 22,5 %. Les remorqueurs ont été visés eux aussi (10 attaques).
La zone Asie du Sud-Est totalise 178 actes (en hausse de 19,5 % par rapport à 2015), soit 72 % des attaques répertoriées dans le monde ; aucune attaque par les pirates somaliens n'a été signalée, une première depuis 1991. En 2015, l’Indonésie est le pays de la région le plus touché par ce phénomène, avec 40 % des cas de piraterie recensés. Suivent la Malaisie et le Vietnam. Des attaques menées en particulier contre les petits pétroliers et méthaniers pour dérober leur cargaison ou leur carburant se produisent au moins toutes les deux semaines. Cette recrudescence est du fait de trois à quatre groupes s'attaquant à ces navires difficiles à protéger. Le risque de terrorisme islamiste s'est également accru.
En 2019, la piraterie dans le monde a reculé : il y a eu 162 vols à main armée, contre 201 en 2018. Le golfe de Guinée devient le principal lieu d'action de la piraterie. Avec 121 cas de captures d'équipage, le nombre d'enlèvements de marins y a augmenté de moitié en un an, et représentent 90 % du total mondial. Cette criminalité est née dans les années 1970 dans le delta du Niger avec l'industrie pétrolière. Mais le prix du pétrole baissant, il devient plus rentable pour les pirates de capturer les équipages et de les libérer contre rançon. En 2019, la piraterie a également augmentée dans le détroit de Singapour, avec en particulier 12 vols à main armée, mais il s'agit d'actes relativement bénins.

## Les protections
Face à la montée en puissance des pirates professionnels, des sociétés privées proposent une offre de prestation de sécurité aux armateurs.
Le premier service de protection anti-pirates a été offert dès la fin des années 1990 par la société britannique Marine Risk Management avec  « à bord des balises satellites cachées permettant de pister le bateau à l'insu des pirates » et « un service d'intervention rapide » permettant de « retrouver le bateau et le récupérer avec des équipes spéciales ». Une « capacité à récupérer des bateaux en situation hostile d'abord par la négociation » et en dernier recours par « des méthodes plus intensives ».
Au Nigeria, les plateformes pétrolières sont sous la garde de bateaux armés.
Depuis les attentats du 11 septembre 2001, l'Organisation maritime internationale a mis en place le Code international pour la sûreté des navires et des installations portuaires, chapitre XI de la convention Solas obligeant les navires, entre autres choses, à se doter de systèmes d'alerte satellitaires et à créer à l'intérieur du bateau des zones de refuges fermées, à respecter des procédures de discrétion et de veille.
Dans le droit français, la piraterie, définie comme « le fait de s'emparer ou de prendre le contrôle par violence ou menace de violence d'un aéronef, d'un navire ou de tout autre moyen de transport à bord desquels des personnes ont pris place, ainsi que d'une plate-forme fixe située sur le plateau continental », est punie de 20 ans de réclusion criminelle par l'article 224-6 du code pénal français. La loi pénale française est applicable aux infractions commises à bord des navires battant un pavillon français, ou à l'encontre de tels navires, en quelque lieu qu'ils se trouvent (article 113-3 du code pénal français).
Le Parlement français, par la loi no 2011-13 du 5 janvier 2011, aggrave les sanctions applicables aux actes de piraterie. Elle a comblé le vide juridique créé en 2007 par la suppression de la loi de 1825 réprimant la piraterie. Elle définit la piraterie dans le droit français, permettant ainsi aux tribunaux nationaux d'en juger ((compétence quasi universelle), et fixe un cadre juridique spécifique autorisant la rétention à bord des navires des personnes soupçonnées de piraterie ; la loi prévoit notamment que le contrôle de cette retenue est confié au juge des libertés et de la détention. Elle permet aux forces armées d'être habilitées pour intervenir avant ou pendant les faits (notamment pour appréhender les commanditaires). Ce texte définit les conditions dans lesquelles les pirates présumés peuvent être consignés à bord (durée reconductible de rétention, examen de santé, etc.) et porte la peine criminelle de 20 à 30 ans de réclusion criminelle en cas de détournement de navire commis en bande organisée.
Au niveau international, les articles 100 à 107 de la Convention des Nations Unies sur le droit de la mer ont traité en 1982 de la piraterie, en voici des extraits :
- Article 100 : Obligation de coopérer à la répression de la piraterie. Tous les États coopèrent dans toute la mesure du possible à la répression de la piraterie en haute mer ou en tout autre lieu ne relevant de la juridiction d'aucun État.
- Article 101 : Propriété de la piraterie : on entend par piraterie l'un quelconque des actes suivants :
  - tout acte illicite de violence ou de détention ou toute déprédation commis par l'équipage ou des passagers d'un navire ou d'un aéronef privé, agissant à des fins privées, et dirigé :
    - contre un autre navire ou aéronef, ou contre des personnes ou des biens à leur bord, en haute mer,
    - contre un navire ou aéronef, des personnes ou des biens, dans un lieu ne relevant de la juridiction d'aucun État ;

  - tout acte de participation volontaire à l'utilisation d'un navire ou d'un aéronef, lorsque son auteur a connaissance de faits dont il découle que ce navire ou aéronef est un navire ou aéronef pirate ;
  - tout acte ayant pour but d'inciter à commettre les actes définis aux lettres a) ou b), ou commis dans l'intention de les faciliter.